# O Som da Montanha (filme)
Yama no Oto (山の音,, Yama no Oto, lit. "o som da montanha") (Brasil: O Som da Montanha/Portugal: A Voz da Montanha) é um filme preto e branco japonês de 1954, dirigido por Mikio Naruse. É baseado no romance homônimo, do ganhador do Prêmio Nobel de Literatura, Yasunari Kawabata. Naruse declarou que Yama no Oto foi um de seus filmes favoritos.

## Sinopse
Shingo, um empresário idoso, vê o casamento de seu filho Shuichi e de sua nora Kikuko, que moram na mesma casa, desmoronar devido à frieza e ao comportamento adúltero de Shuichi. Lisonjeado com a adoração aberta de Kikuko por seu sogro, ele tenta atrapalhar ela. Sua própria filha, Fusako, que deixou o marido e voltou para a casa dos pais com os filhos, culpa Shingo por seu casamento arranjado e fracassado e por sua preferência por Kikuko em vez dela. Shingo acompanha Kikuko a uma visita ao hospital, apenas para descobrir mais tarde que ela abortou o filho que esperava de Shuichi. Uma secretária da empresa de Shingo o ajuda a encontrar Kinu, uma empresária e atual amante de Shuichi, que lhe conta sobre o comportamento abusivo de seu filho. Kikuko finalmente decide se divorciar do marido e, ao encontrar Shingo em um parque, diz ao sogro que quer ter uma vida sozinha.

## Elenco
- Setsuko Hara como Kikuko Ogata
- Sō Yamamura como Shingo Ogata
- Ken Uehara como Shuichi Ogata
- Yōko Sugi como Hideko Tanizaki
- Teruko Nagaoka como Yasuko
- Yatsuko Tan'ami como Ikeda
- Chieko Nakakita como Fusako Aihara
- Rieko Sumi como Kinuko (Kinu)

## Temas abordados
A biógrafa de Naruse, Catherine Russell, vê Yama no Oto como um filme feminino, pois reduz a perspectiva do livro sobre Shingo em favor das personagens femininas que, com exceção da passiva Kikuko, agem de forma franca e independente, "tentando abrir novos caminhos em um mundo em que homens como Shuichi foram psicologicamente destruídos pela guerra". A última cena sugere a possibilidade de mudança para Kikuko, alcançando uma resolução positiva de seus problemas.

## Legado
When a Woman Ascends the Stairs foi exibido no Berkeley Art Museum e no Pacific Film Archive em 1981, no Museu de Arte Moderna de Nova York em 1985 e no Harvard Film Archive em 2005 como parte de suas respectivas retrospectivas em relação as obras de Mikio Naruse.

## Prêmios
- 1954: Prêmio de Cinema Mainichi de Melhor Ator para Sō Yamamura (por Yama no Oto e Kuroi ushio).[9]